# Comita Muzaka
Comita Muzaka, död 1396, var en albansk-montenegrinsk adelskvinna. 
Hon var regerande furstinna av Vlorë, Berat, Kaninë och Himarë mellan 1385 och 1396.